# Такер (Міссісіпі)
Такер (англ. Tucker) — переписна місцевість (CDP) в США, в окрузі Нешода штату Міссісіпі. Населення — 642 особи (2020).

## Географія
Такер розташований за координатами 32°42′32″ пн. ш. 89°2′57″ зх. д. / 32.70889° пн. ш. 89.04917° зх. д. (32.708761, -89.049135).  За даними Бюро перепису населення США в 2010 році переписна місцевість мала площу 10,08 км², з яких 10,04 км² — суходіл та 0,03 км² — водойми.

## Демографія
Згідно з переписом 2010 року, у переписній місцевості мешкали 662 особи в 178 домогосподарствах у складі 147 родин. Густота населення становила 66 осіб/км².  Було 188 помешкань (19/км²).
Расовий склад населення:
| - 91,1 % — корінних американців - 3,3 % — білих - 1,2 % — чорних або афроамериканців |

До двох чи більше рас належало 4,2 %. Частка іспаномовних становила 1,5 % від усіх жителів.
За віковим діапазоном населення розподілялося таким чином: 39,6 % — особи молодші 18 років, 56,0 % — особи у віці 18—64 років, 4,4 % — особи у віці 65 років та старші. Медіана віку мешканця становила 23,8 року. На 100 осіб жіночої статі у переписній місцевості припадало 98,8 чоловіків;  на 100 жінок у віці від 18 років та старших — 85,2 чоловіків також старших 18 років.
Медіана доходів становила 25 462 долари для чоловіків та 27 337 доларів для жінок. За межею бідності перебувало 5,4 % осіб, у тому числі 5,4 % дітей у віці до 18 років та 0,0 % осіб у віці 65 років та старших.
Цивільне працевлаштоване населення становило 246 осіб. Основні галузі зайнятості: освіта, охорона здоров'я та соціальна допомога — 30,1 %, мистецтво, розваги та відпочинок — 28,5 %, публічна адміністрація — 16,3 %, науковці, спеціалісти, менеджери — 11,8 %.